# Schönbek
Schönbek er en kommune og en by i det nordlige Tyskland, beliggende i Amt Bordesholm i den sydøstlige del af Kreis Rendsborg-Egernførde. Kreis Rendsborg-Egernførde ligger i den centrale del af delstaten Slesvig-Holsten.

## Geografi
Schönbek ligger 7 km nord for Neumünster ved Bundesautobahn 7, mod Flensborg, som går gennem kommunen. Også Bordesholmer Dreieck, hvor Bundesautobahn 215 mod Kiel svinger fra, ligger i kommunens område.
I de vestlige del af kommunen ligger udstrakte højmoser, hvor der tidligere blev gravet tørv.